# Waldemar Mallek

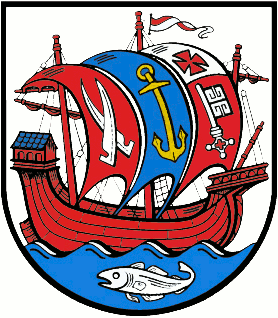
Das von Mallek entworfene Wappen von Bremerhaven

Waldemar Mallek (geboren 27. Oktober 1906 in Münster; gestorben 1998) war ein deutscher Grafiker, Maler und Heraldiker. Er entwarf unter anderem das Wappen der Stadt Bremerhaven.

## Wirken
Mallek lebte und wirkte hauptsächlich in Münster. Er machte dort eine Lehre zum Metallbildhauer und arbeitete danach noch drei Jahre als Geselle in diesem Beruf. Anschließend wurde er an der Werkkunstschule Münster von Hans Pape ausgebildet. 
Mit diesem zusammen war er auch Mitglied der Freien Künstlergemeinschaft Schanze. Dort lernte er Künstler, wie Fritz Grotzky oder Hanns Hubertus Graf von Merveldt kennen.
Er war hauptsächlich im Bereich des Holz- und Linolschnitts schaffend. Überregionale Bekanntheit erlangte er dabei vor allem mit seinen Ansichten aus Münster und anderen westfälischen Orten. Zudem entwarf er verschiedene Wappen deutscher Städte, Gemeinden und Kreise.
Anlässlich seines 100. Geburtstag veranstalte das Stadtmuseum Münster zu seinen Ehren eine Sonderausstellung, die sich mit seinen Werken beschäftigte.

## Werke
Du seinen Werken zählen unter anderem folgende Wappen:
- Amt Blankenstein
- Amt Hattingen
- Amt Salzkotten-Boke
- Amt Volmarstein (heute Stadtteil von Wetter (Ruhr))
- Aschendorf (Papenburg)
- Amt Bilstein
- Blankenstein (Hattingen)
- Bremerhaven
- Emsdetten
- Greven und Amt Greven
- Hemer
- Märkischer Kreis
- Meerbusch
- Landkreis Meppen
- Möhnesee (Gemeinde)
- Neuenhaus
- Reken
- Saerbeck
- Schloß Holte-Stukenbrock
- Selm
- Twist (Emsland)
- Unna
- Welper